# 쿠베라 (만화)
쿠베라(정식명칭: One Last God, Kubera)는 포털 사이트 네이버에서 연재되는 웹툰이다. 웹툰 소개글에는 신의 이름을 가진 소녀와 마법사들이 펼쳐나가는 이야기라고 적혀 있다. 2012년 2월 5일까지 일요 웹툰으로서 1부가 연재되었고 약 6개월간 휴재 상태였다가 7월 30일에 2부 예고편이 올라왔다. 8월 6일부터 목요일 웹툰으로 2부 연재가 시작되었다. 2016년 3월 21일을 끝으로 2부가 끝났으며 약 일년의 휴재 후 연재된다는 예고를 했다. 1년 뒤 2017년 4월 5일 목요일 웹툰으로 다시 연재가 시작되었으며 현재 진행 중이다.

## 만화 정보
| 챕터            | 챕터                                   | 챕터          | 챕터          | 챕터          | 챕터          |
| 1부 (1-100화)   | 1부 (1-100화)                          | 1부 (1-100화) | 1부 (1-100화) | 1부 (1-100화) | 1부 (1-100화) |
| --------------- | -------------------------------------- | ------------- | ------------- | ------------- | ------------- |
| 챕터1           | 신의 이름을 가진 소녀 (1~5화)          |               |               |               |               |
| 챕터2           | 여왕과 백수 (6~11화)                   |               |               |               |               |
| 챕터3           | 잃어야 하는 슬픔 (12~20화)             |               |               |               |               |
| 챕터4           | AAA의 마법사 (21~26화)                 |               |               |               |               |
| 챕터5           | 황금의 기사 (27~35화)                  |               |               |               |               |
| 챕터6           | 돌아가고 싶은 날 (36~42화)             |               |               |               |               |
| 챕터7           | 반(半) (43~50화)                       |               |               |               |               |
| 챕터8           | 흔들리는 왕 (51~57화)                  |               |               |               |               |
| 챕터9           | 라이벌 (58~63화)                       |               |               |               |               |
| 챕터10          | 불꽃이 내리는 밤 (64~83화)             |               |               |               |               |
| 챕터11          | 이름의 힘 (84~88화)                    |               |               |               |               |
| 챕터12          | 너희를 위한 거짓말 (89~100화)          |               |               |               |               |
| 2부 (1-180화)   |                                        |               |               |               |               |
| 챕터13          | Lost (2부 1~5화, 이하 '2부' 생략)      |               |               |               |               |
| 챕터14          | 피 (6~12화)                            |               |               |               |               |
| 챕터15          | 신의 무기 (13~20화)                    |               |               |               |               |
| 챕터16          | 경계 (21~26화)                         |               |               |               |               |
| 챕터17          | 반영 (27~33화)                         |               |               |               |               |
| 챕터18          | 검의 시험 (34~40화)                    |               |               |               |               |
| 챕터19          | 균열 (41~50화)                         |               |               |               |               |
| 챕터20          | 원한 (51~57화)                         |               |               |               |               |
| 챕터21          | 얼어붙은 눈물 (58~70화)                |               |               |               |               |
| 챕터22          | 내 앞에 서는 사람 (71~80화)            |               |               |               |               |
| 챕터23          | 선 (81~88화)                           |               |               |               |               |
| 챕터24          | 금기 (89~95화)                         |               |               |               |               |
| 챕터25          | 잡을 수 없는 것 (96~100화)             |               |               |               |               |
| 챕터26          | 주변인 (101~106화)                     |               |               |               |               |
| 챕터27          | 최후의 보루 (107~112화)                |               |               |               |               |
| 챕터28          | 비상 (113~120화)                       |               |               |               |               |
| 챕터29          | 신화의 섬 (121~126화)                  |               |               |               |               |
| 챕터30          | 낙화 (127~134화)                       |               |               |               |               |
| 챕터31          | 너와 나의 정의 (135~164화)             |               |               |               |               |
| 챕터32          | 패자 (165~173화)                       |               |               |               |               |
| 번외            | 벌                                     |               |               |               |               |
| 챕터33          | Asha (174~177화)                       |               |               |               |               |
| 챕터34          | 남겨진 것들 (178~180화)                |               |               |               |               |
| 3부 (1- 연재중) |                                        |               |               |               |               |
| 챕터35          | 귀환 (3부 1~5화, 이하 '3부' 생략)      |               |               |               |               |
| 챕터36          | 시작, 또 다시 (6~13화)                 |               |               |               |               |
| 챕터37          | 위협 (14~19화)                         |               |               |               |               |
| 챕터38          | 붕괴 (20~25화)                         |               |               |               |               |
| 챕터39          | 생명의 가치 (26~33화)                  |               |               |               |               |
| 챕터40          | 비틀어진 새 (34~45화)                  |               |               |               |               |
| 챕터41          | 너의 7년 (46~52화)                     |               |               |               |               |
| 챕터42          | 기로 (53~60화)                         |               |               |               |               |
| 챕터43          | 칼끝이 겨누는 곳 (61~65화)             |               |               |               |               |
| 챕터44          | 복수의 의미 (66~73화)                  |               |               |               |               |
| 챕터45          | 죄와 벌 (74~89화)                      |               |               |               |               |
| 챕터46          | 혼 (90~100화)                          |               |               |               |               |
| 챕터47          | 닿지 못한 말 (101~120화)               |               |               |               |               |
| 챕터48          | 별리 (121~150화)                       |               |               |               |               |
| 챕터49          | 황금의 기사Ⅱ (151~160화)               |               |               |               |               |
| 번외            | 시선                                   |               |               |               |               |
| 번외            | 애정의 조건                            |               |               |               |               |
| 번외            | 너를 사랑한다, 사랑하지 않는다 (상/하) |               |               |               |               |
| 번외            | 물그림자                               |               |               |               |               |
| 번외            | 안부                                   |               |               |               |               |
| 번외            | 이상                                   |               |               |               |               |
| 번외            | 남극탐험대 (상/하)                     |               |               |               |               |
| 번외            | 숨바꼭질                               |               |               |               |               |
| 번외            | 소원 (상/중/하)                        |               |               |               |               |
| 챕터50          | 시간의 무게 (161~182화)                |               |               |               |               |
| 챕터51          | 이면 (183~200)                         |               |               |               |               |
| 챕터52          | 적 (201~211)                           |               |               |               |               |
| 챕터53          | 아난타 (212~241)                       |               |               |               |               |
| 챕터54          | 심연 (242~264)                         |               |               |               |               |
| 번외            | 흑곰과 불여우 (상/하)                  |               |               |               |               |
| 번외            | 식탐                                   |               |               |               |               |
| 번외            | 주마등                                 |               |               |               |               |
| 번외            | 마성마법사의 최후                      |               |               |               |               |
| 번외            | 휘파람 (상/하)                         |               |               |               |               |
| 번외            | 첫째와 둘째 사이                       |               |               |               |               |
| 번외            | 연서                                   |               |               |               |               |
| 번외            | 신들의 새벽                            |               |               |               |               |
| 번외            | 내 망상 속에서. (상/중/하)             |               |               |               |               |
| 챕터55          | 쿠베라와 쿠베라 (265~294)              |               |               |               |               |
| 번외            | 용왕의 우주                            |               |               |               |               |
| 챕터56          | 유한자 (295~314)                       |               |               |               |               |
| 챕터57          | N20 (315~)                             |               |               |               |               |

본래 소설로 낼 예정이었던 작품을 만화화하여 연재중인 작품이다. 글만 쓰던 작가가 그림을 그리는 만큼, 그림에서는 전문성이 떨어지지만 스토리에서는 상대적으로 호평이 많다. 2010년 2월부터 연재기간 14년이 넘는 장편임에도 불구하고 설정붕괴를 찾기 힘든 작품이며, 독창적인 세계관과 여러 해에 걸친 복선 및 떡밥회수가 장점이자 단점이다. 매니악하게 몰입하는 팬덤에게는 이보다 좋을 수 없는 웹툰이지만, 라이트하게 보고 싶은 사람들은 '웹툰치고 너무 어렵고 무거운 작품'으로 평가하며 중도하차하는 경우도 많다. 3부 현재 전체순위로는 중하위권이지만 유료결제순위는 상위권인 것이 코어팬 위주의 매니악한 작품임을 증명한다. 공식해외번역이 존재하며 해외팬들이 만드는 영문위키도 있다.

### 작가
필명은 카레곰으로, 스토리작가와 그림작가를 모두 맡고 있다. 그림을 따로 배우지 않은 수학교육과 전공자로, 연재초반 그림에서는 부자연스러운 부분이 많지만 연재중에 점점 발전하여 3부에서는 꽤 자연스러운 그림을 그려낸다. 1부부터 3부 160화까지 어시스턴트 없는 1인 연재를 고수했으나 건강악화로 본편연재를 중단하고 번외편을 연재하던 중에 어시스턴트를 고용했고, 3부 161화부터는 어시스턴트와 함께 작업하며 기존 회차보다 분량을 늘려서 연재중이다. 아마추어시절부터 16년 넘게 블로그를 운영하며 매 업데이트마다 빠짐없이 후기를 올리고 있다.

### 장르
네이버웹툰에서는 판타지, 네이버시리즈에서는 소년물로 분류되어 있으며, 웹툰소개글에 나오는 말을 빌리면 '소속불명장르혼합판타지'이다. 작가는 특별편이나 블로그 등에서 로맨스장르를 강조하고 있지만 실제로 그런 모습을 보여주는 회차는 적다. 인도신화에서 이름과 모티브를 따온 캐릭터들이 많지만 세계관은 창작판타지이고 내용전개는 신화와 무관하게 흘러가며, 여성주인공을 내세우고 있으나 내용은 여성향과 거리가 멀다. 로맨스와 액션이 곁들여진 서사중심의 판타지 군상극에 가깝고, 캐릭터보다 스토리를 중시하는 편이다. 즉흥적인 스토리가 아니라 이미 정해둔 스토리를 만화화하고 있는 것이기 때문에 캐릭터가 인기 있다고 해서 스토리를 바꾸는 일은 없다. 2부 후반부터 3부까지, 인기캐릭터 팬덤을 상당수 잃을 수밖에 없는 파격적인 전개를 해오고 있으며 작가 스스로도 이것이 인기에 해가 될 것을 알지만 그저 정해진 스토리대로 진행할 뿐이라고 말한 바 있다.

### 연재

#### 도전만화
쿠베라는 2008년 7월 30일부터 아마추어 작가들이 자신의 만화를 올리는 네이버 도전만화에 연재를 시작하였다. 반년이 채 되지 않은 2008년 12월 1일 쿠베라는 베스트 도전 만화로 승격되었다. 베스트 도전에 있던 중 높은 별점과 조회수를 기록하고 1위를 했으며 이를 바탕으로 2009년 11월 28일 네이버 정식 웹툰으로 승격되었다.
도전만화가 네이버 웹툰으로 넘어오면서 작가는 초반분량을 완전히 새로 그렸으며, 큰 줄거리는 같으나 세부진행은 다르게 바꾸었다고 했다. 웹툰 1화에 등장하는 주인공의 대사 '캐릭터 새로 키우는 기분'은 이때 초반분량을 완전히 새로 그린다는 의미의 대사일 뿐이며, 작품내적인 떡밥은 아니라고 한다.

#### 웹툰
2009년 11월 28일 정식 웹툰이 된 후 준비기간을 거쳐 2010년 2월 7일 예고편이 올라옴과 함께 쿠베라는 일요 웹툰이 되었다. 2012년 2월 5일까지 약 2년동안 쿠베라는 매 주 휴재 없이, 12개의 챕터로 이루어진 100편의 본 화와 세 편의 특별편(구배라의 일상)과 1부 후기를 연재했고 2012년 7월 31일부터 2016년 3월 28일까지 2부를 연재했다. 2부가 시작되는 과정에서 화요 웹툰으로 편성이 되었으며 총 180편의 본편과 외전형식의 특별편 (벌) 과 2부 후기로 구성되어있다. 현재는 3부 진행 중이며 목요웹툰으로 편성이 되었다.

#### 구배라의 일상
1부 연재중에 휴재특별편으로 나오던 외전만화이다. 웹툰에는 3편을 끝으로 실리지 않으며, 나머지 내용은 단행본 5권 뒤에 상편, 7권 뒤에 하편으로 완결되어 있다. 이는 작가 카레곰의 블로그에도 올라와 있는데, 다른 곳으로 퍼가지 말고 작가 블로그에서만 보아 달라고 부탁하였다.

#### The Finite
1부와 2부 사이의 휴재기간에 작가블로그에 연재된 외전소설이다. the finite는 조연 캐릭터 타크사카와 이안 라조프의 러브 스토리이며 카사크 라조프의 출생에 대한 이야기로, 시기상으로 웹툰의 스토리보다 130년 이상 앞서 있다. 2012년 9월 23일 30화와 에필로그 2편으로 완결되었다.
2015년에 많은 분량을 추가한 리메이크버전이 나왔으며 작가는 2012버전과 2015버전이 충돌한다면 2015버전이 본작쿠베라와 이어지는 오피셜이라고 했다. 비록 2015버전은 연재가 중단된 상태지만, 연재중단시점까지 분량만으로도 이미 2012버전보다 더 많기 때문에, 2015버전을 먼저 본 후에 2012버전의 19화부터 이어서 보는 것이 좋다.

### 단행본
2012년 2월 7일 출판사 도서출판 길찾기(만화)에서 웹툰 쿠베라의 첫 번째 단행본 '쿠베라 1: One Last God'이 출판되었다. 이후 꾸준히 단행본이 출판되어 현재는 1부 단행본 1~8권, 2부 단행본 1~5권까지 총 13권이 나온 상태다. 단행본편집을 다른 사람에게 맡기지 않고 작가가 직접 하고 있기 때문에 추가분량 등의 볼거리는 많지만 출판속도가 연재속도에 비해 매우 느린 편이다.

### 보이스드라마
보이스드라마가 cd화되어 판매 중이며, 외전도 수록되어있다.
- 쿠베라보이스 드라마 성우들
  - 아샤 라히로 - 천지선
  - 쿠베라 리즈 - 김수영
  - 란 사이로페 - 엄상현
  - 브릴리스 루인, 리체 세이란 - 유보라
  - 아그니, 비슈누 - 진정일
  - 간다르바 - 이기호
  - 유타, 루체 세이란, 클로체 - 권영지
  - 카사크 라조프, 야마 - 하성용
  - 마루나 - 이민규
  - 사가라 - 김은아
  - 리체 부하 - 오민혁
  - 테오 라칸, 안나 하이아스 - 전해리
  - 엘윈 라칸, 로레인 라르티아 - 한미리
  - 아이리 유이 - 장경희
  - 아그웬 라조프 - 권지애
  - 후라 - 장은숙
  - 프라울 아제스 - 최지환

## 줄거리
스포일러가 상관없다면 작가가 직접 정리한 오피셜 줄거리가 있으니 그것을 보면 된다.
- 9주년스토리정리편 : 챕터1부터 챕터44까지 정리되어있다.
- 14주년스토리정리편 : 챕터45부터 챕터56까지 정리되어있다.

### 등장인물
작가 공인으로 리즈가 작품 안에서 가장 많이 나와 주인공이라고 하며, 작가는 리즈를 포함하여 총 10명의 주연을 정해두고 있다. 일부 주연은 조연보다도 출연량이 낮은데, 주연과 조연의 기준은 개인챕터의 유무여부라고 작가가 밝힌 바 있다.
- 주연 - 쿠베라 리즈, 아샤 라히로, 아그니, 브릴리스 루인, 신 쿠베라, 사가라, 간다르바, 란 사이로페, 유타, 마루나

## 설정

### 배경
- 많은 차원이 존재하지만 주로 작품배경이 되는 차원은 인간계와 수라도이며, 인간계 중에서는 행성 윌라르브(Willarv)가 대부분의 배경이 된다. 카르테(carte), 이스홀리(Isholy) 같은 다른 행성들은 윌라르브와는 다른 항성에 인접해 있으며, 당연히 어마어마하게 멀리 떨어져 있다.
- 윌라르브에는 총 6개의 도시(아테라, 린드할로우, 미스티쇼어, 엘로스, 칼리블룸, 에어로플래토)가 있으며 이들 도시에는 각각 2개의 신전이 있다고 알려졌으나 지금은 불의 신전, 물의 신전, 바람의 신전, 하늘의 신전, 대지의 신전, 빛의 신전, 어둠의 신전, 창조의 신전, 죽음의 신전, 혼돈의 신전이 남아 있다.

### 종족
웹툰 쿠베라의 세계에는 크게 신, 수라, 인간의 세 가지 종족이 있으며, 인간은 수라와의 혼혈 정도에 따라 순혈, 쿼터, 하프로 분류된다.

#### 신
- 신(神)은 정신적 경지에 따라 초선(初禪), 이선(二禪), 삼선(三禪), 사선(四禪), 오선(五禪)(오선이 가장 높은 경지이다)의 다섯 가지 계급으로 나뉘며 관할영역에 따라서는 시초신, 자연신, 생성신으로 나뉜다.
- 시초신은 우주와는 상관없이 초월적인 불멸의 존재이며 4명의 시초신이 8개의 관념을 각각 2개씩 나누어 가지고 있으며, 그 중 상대적으로 유명한 한 가지 속성으로만 널리 알려져 있다. 브라흐마: 4월과 창조(造), 비슈누: 3월과 부활(回), 시바: 11월과 파멸(滅), 칼리: 1월과 혼돈(混)
- 자연신(自然神)은 태초부터 있었던 관할영역을 관할하는 신이다. 아그니, 바루나, 바유, 인드라, 쿠베라, 수르야, 찬드라가 각각 불, 물, 바람, 하늘, 대지, 빛, 어둠을 관할하는 오선급 자연신이다. 주인공인 쿠베라 리즈가 이름의 힘과 관계있는 것도 대지를 관할하는 신의 이름인 쿠베라 때문이다.
- 생성신(生成神)은 자연신과는 달리 관할영역이 처음부터 존재하지 않았고 생성됨에 따라 생성된 신들이다. 오선급 생성신은 죽음의 신 야마가 있고, 사선급 생성신 중에는 의술의 신 아슈윈스와 붕괴의 신 마루트가 각각 대변동에 사라진 비슈누와 시바의 마법을 대신하고 있다.

#### 수라
- 수라는 신이나 인간과는 별개의 존재로 신과는 적대 관계를 유지하고 있다. 신과 같이 노화나 자연사를 하지 않으며 최초의 수라인 ‘나스티카’의 경우 성별과 나이 모두 바꿀 수 있다. 수라는 나스티카로부터의 혈통이 얼마나 가까운지에 따라 라크샤사, 우파니, 마라로 나뉘며 혈통이 가까울수록 더욱 힘이 강하다.  또 나스티카급을 제외한 수라는 시간이 지남에 따라 5단계까지 성장하며 성장할수록 힘이 세지고 크기가 커지며 형태가 화려해진다. 또 라크샤샤는 태어날 때부터 인간형과 수라형이 존재하지만 우파니는 3단계부터, 마라는 5단계부터 인간형과 수라형이 존재한다. 나머지 단계는 태어날 때부터 초월기를 쓸 수 있지만, 마라의 경우 성장 최종 단계인 5단계부터 초월기를 쓸 수 있다.

- 형태에 따라 8가지의 종족으로 나뉘며, 종족의 이름은 각 종족의 1대 왕의 이름을 따서 부른다. 그 종족은 브리트라(vritra), 간다르바(gandharva), 킨나라(kinnara), 가루다(garuda), 아난타(ananta), 야크샤(aksha), 아수라(asura), 타라카(taraka)이다.
  - 브리트라는 용의 형상을 하고 있으며, 종족 속성은 불(火)이다. 브리트라족은 특이하게 나스티카가 남자밖에 없고 나스티카 아래의 계급이 존재하지 않으며 브리트라와 인간의 혼혈인 브리트라족 하프가 다른 종족의 라크샤사 급의 힘을 가진다. 아테라를 방어하던 카사크 라조프가 브리트라족 2인자인 타크사카의 아들인 브리트라족 하프이다.
  - 간다르바는 수중생물의 형상을 하며, 종족 속성은 물(水)이다. 독이나 열기에 매우 민감하기 때문에 대변동 이후 독기가 짙은 수라도에 갇히며 간다르바족의 힘이 매우 떨어졌다. 1대 왕인 간다르바는 원래 나스티카 안에서도 손에 꼽힐 정도로 강했으나 지금은 힘이 많이 약해져있다. 간다르바족은 가루다족, 아크샤족과 동맹 관계다.
  - 킨나라는 유제류(발굽 있는 동물)의 형상을 하며 종족 속성은 바람(風)이고, 중립을 유지하고 있는 종족이다. 마루나와 카사크 라조프의 싸움을 말린 셰스가 킨나라족이다.
  - 가루다는 새의 형상을 하고 있으며, 종족 속성은 하늘(天)이다. 1대 왕인 가루다는 가사상태에 빠져 있지만 사망한 것이 아니기 때문에 왕위계승이 이뤄지지는 않았다. 가루다족은 간다르바족, 아크샤족과 동맹 관계이다.
  - 아난타는 뱀의 형상을 하고 있으며, 종족 속성은 땅(地)이다. 여덟 종족 수라 중의 최강의 수라였던 1대 왕인 아난타의 집권 시기에는 굉장한 종족이었지만 아난타가 신 쿠베라에 의해 죽고 난 뒤로는 가장 약한 종족 중 하나가 되었다. 아난타가 죽고 2대 왕인 마나스빈(실종 상태)을 거쳐 지금은 사가라가 집권하고 있는 상태이다. 아난타족은 아수라족과 동맹 관계이다.
  - 야크샤는 유제류를 제외한 포유류의 형상을 하고 있을 것으로 추측되며, 종족 속성은 빛(光)이다. 1대 왕 아크샤는 작품배경이 되는 행성에서 죽었는데, 아크샤의 뼛조각을 비롯한 사체가 아이템으로 작중에서 심심찮게 등장한다. 가루다의 둘째 아들 유타를 맡았던 슈리가 야크샤족의 2대 왕이다. 아크샤족은 간다르바족, 가루다족과 동맹이다.
  - 아수라는 벌레의 형상을 하고 있으며, 종족 속성은 어둠(暗)이다. 번식력이 매우 뛰어나지만 전체의 50%가 번식을 할 수 없는 무성 상태로 태어나게 된다. 힘은 다른 종족에 비해 약한 편이지만 양이 압도적으로 많다. 아테라를 공격했던 수라 중 하나인 후라가 아수라족이다. 또한 아수라족은 아난타족과 동맹 관계를 유지하고 있다.
  - 타라카는 다른 종족과는 달리 특별한 형태를 가지고 있지 않으며 종족 속성은 혼돈(混)이다. 규칙 및 질서가 전혀 없는 종족으로, 마법 및 초월기가 통하지 않는다.

- 8가지 종족에 각각 왕이 존재하며, 왕이 강할수록 종족이 강해지는 특성이 있다. 작가의 말에 따르면 이런 특성 때문에 왕이 없는 것보단 약한 왕이라도 있는 것이 낫다고 한다.

|     | 타라카족 (혼돈의 종족) | 아수라족 | 킨나라족 | 야크샤족 | 브리트라족 | 간다르바족 | 가루다족 | 아난타족 |
| --- | ---------------------- | -------- | -------- | -------- | ---------- | ---------- | -------- | -------- |
| 1대 | 칼리                   | 아수라   | 킨나라   | 야크샤   | 브리트라   | 간다르바   | 가루다   | 아난타   |
| 2대 | 유타(?)                |          |          | 슈리     |            |            |          | 마나스빈 |
| 3대 |                        |          |          | 하누만   |            |            |          | 사가라   |

#### 인간
- 순혈인간은 수라의 피가 25% 이하인 인간이고, 눈 색과 머리카락 색이 비슷하다. 마법을 쓸 수 있고, 극히 일부는 초월기를 사용할 수 있다. 지구인들보다 신체능력이 뛰어나며 (참고로 100m를 10초 이내로 못달리면 몸이 불편한 사람이라고 한다), 머리색이 매우 다양하다는 점을 제외하곤 지구인과 거의 비슷하다.
- 쿼터는 수라의 피가 25%이상 50% 미만인 인간으로, 눈 색과 머리카락 색이 전혀 다른 것이 특징이다. 하프와는 달리 마법이 가능하지만 초월기는 극히 일부만 가능하다. 또 순혈인간보다 2배 긴 수명을 가지며 노화도 2배 느리게 진행된다. 평균적으로 순혈인간보다 강하고 하프보다는 약한 정도의 신체능력을 가지고 있으며, 신성친화도는 평균적으로 순혈보다 떨어진다.
- 하프는 수라 형질이 50% 이상인 혼혈을 일컫는다. 숨길 수 없는 수라의 신체부위가 있으며, 마법을 쓰지 못하고 초월기를 쓰는 것이 가능하다. 하지만 하프의 수명은 초월기를 터득하기에 너무 짧으므로 상급수라들처럼 다양한 초월기는 쓰지 못한다. 또한 순혈인간보다 4배 긴 수명을 가지며 노화 또한 4배 느리게 진행된다. 수라화할 수 있는 하프는 극히 드물며, 용족은 예외적으로 선천적으로 수라화가 가능하다. 대변동 당시 감정동조화의 희생양으로 하프들이 인간들을 많이 죽였기 때문에 하프들에 대한 마법사들의 감정은 좋지 않고 이 때문에 하프를 죽여도 살인죄가 성립되지 않는다. 쿼터는 확실히 인간취급되고 있다.
- 순혈, 쿼터, 하프는 속성을 가지는 방법도 다른데 순혈과 쿼터는 자신이 태어난 달, 날, 시에 관련하여 생일 속성이 정해지지만, 하프의 경우는 유전속성으로 부모의 속성을 따라 가지게 된다.

### 마법
- 마법은 기본적으로 불가능한 힘을 쓰기 보다는 힘을 빌려온다는 개념이다. 힘을 빌려오는 대상에 따라 크게 신성마법과 마성마법 두 가지가 있다. 신성마법은 신으로부터 힘을 빌려오는 것이고 마성마법은 수라로부터 힘을 빌려오는 것인데, 신성마법을 쓰려면 신성친화도의 영향을 받고, 마성마법을 쓰려면 마성친화도의 영향을 받는다. 한 쪽이 1000이 넘어 버리면 다른 한쪽은 0이 되어버리기 때문에 둘다 월등히 잘 쓸 수는 없었다고 한다. 그러나 수라로부터 많은 것을 잃은 인간들이 수라와의 접촉을 끊으면서 마성마법은 사라지고 신성마법만 남게 되었다. 신성마법은 신으로부터 힘을 빌려오는 것이고, 마성마법은 나스티카로부터 힘을 빌려오는 것이다. '힘'을 구체적으로 설명하자면, 신의 초월기를 단순화하고 위력을 낮춰서 사용하는 것이다. 신성친화도가 높을수록 마법의 위력이 높아지며, 하루 사용 횟수도 정해져 있다. 마법을 쓸 때는 기력(vigor)이 필요하며(에너지와 비슷한 개념이라고 생각하면 된다. 다만 같은 것은 아니다.) 기력이 떨어지면 하루 사용 횟수가 남아도 마법을 쓸 수 없다.

- 신성마법의 6가지 요소는 생일속성, 신성친화도, 기력, 지능, 집중, 숙련이다.

- 마법의 종류로는 크게 유언마법과 무언마법으로 구분된다. 무언마법은 기력도 주문도 필요하지 않은 마법으로 일종의 특기라고 한다. 유언마법에는 호티 마법, 브하바티 마법, 이드하 에투 (Idha Etu) 마법 등이 있다. 호티 마법은 누구나 다 익힐 수 있지만 브하바티 마법은 생일 속성이 일치하지 않을 경우 배우지 못한다. 이드하 에투 마법은 신의 힘을 빌리는 것이 아니라 신 자체를 소환하는 마법이다. 이 마법은 생명력을 희생하며 성공률도 극히 낮아 매우 위험한 마법이다. 소환 자체도 인간이 차원의 벽을 허물고 자신의 의지를 신에 전달하는 과정과 신이 그 소환에 응하는 과정 모두 이뤄져야 하기 때문에 성공할 확률이 매우 낮은 것이다.

- 마법을 쓰기 위해서는 기력을 소모해야 하며 생각보다 매우 복잡한 계산을 요한다. 기력의 제한 때문에 인간이 마법을 맘대로 사용할 수는 없다. 기력은 각자 최대치가 다르며 노력에 따라 늘어난다. 또한 음식을 섭취하거나 기쁠 때에 더 빨리 회복된다.

#### 생일 속성
- 모든 인간은 태어난 날짜와 시간에 따라 세 개의 생일 속성을 가지고 태어난다. 이 속성에는 무(無), 어둠(暗), 부활(回), 창조(造), 바람(風), 빛(光), 불(火), 물(水), 하늘(天), 땅(地), 파멸(滅), 죽음(死), 총 12가지 속성이 있다. 세 속성 모두 같은 속성이면 트리플 속성, 두 속성이 같은 속성이면 더블 속성을 지녔다고 한다. 속성이 많이 겹치면 겹칠수록 호티 마법과 브하바티 마법의 기본 시전 가능 횟수가 높고 파괴력 혹은 효과에서 가중치를 얻는다. 또한 브하바티 마법은 생일 속성 중 겹치는 속성이 하나도 없을 경우 습득이 불가능하다. 도시의 결계의 경우에는 속성의 영향을 크게 받으므로 반드시 트리플 속성을 가진 사람이 맡게 한다.
- 생일속성 부여 표

|                | 월   | 일           | 시          |
| -------------- | ---- | ------------ | ----------- |
| 혼돈(무): 칼리 | 1월  | 1, 13, 25일  | 0:00~1:59   |
| 어둠: 찬드라   | 2월  | 2, 14, 26일  | 2:00~3:59   |
| 부활: 아슈윈스 | 3월  | 3, 15, 27일  | 4:00~5:59   |
| 창조: 브라흐마 | 4월  | 4, 16, 28일  | 6:00~7:59   |
| 바람: 바유     | 5월  | 5, 17, 29일  | 8:00~9:59   |
| 빛: 수르야     | 6월  | 6, 18, 30일  | 10:00~11:59 |
| 불: 아그니     | 7월  | 7, 19, 31일  | 12:00~13:59 |
| 물: 바루나     | 8월  | 8, 20, 32일  | 14:00~15:59 |
| 하늘: 인드라   | 9월  | 9, 21, 33일  | 16:00~17:59 |
| 대지: 쿠베라   | 10월 | 10, 22, 34일 | 18:00~19:59 |
| 파멸: 마루트   | 11월 | 11, 23, 35일 | 20:00~21:59 |
| 죽음: 야마     | 12월 | 12, 24, 36일 | 22:00~23:59 |

#### 속성에 따른 마법의 종류
- 힘을 빌려오는 대상에 따른 구분과 마법의 종류와는 별개로, 마법도 속성이 있는데 12속성 중 무(무는 속성이 없음을 나타내는 것이므로 개별적인 속성으로 볼 수는 없다)를 제외한 어둠(暗), 부활(回), 창조(造), 바람(風), 빛(光), 불(火), 물(水), 하늘(天), 땅(地), 파멸(滅), 죽음(死)이 그것이다. 대변동 이후 신과의 연결고리도 약해지면서 현재 마법에 영향을 주는 신들은 각 속성에서 가장 강한 신들 1명씩 11명뿐이다. 이들은 찬드라(chandra-暗), 아슈윈스(asvins-回), 브라흐마(Brahma-造), 바유(vayu-風), 수르야(surya-光), 아그니(agni-火), 바루나(varuna-水),  인드라(indra-天), 쿠베라(kubera-地), 마루트(marut-滅), 야마(yama-死)로 부르며, 호티(hoti)나 브하바티(bhavati)를 앞에 붙여 ‘호티 아그니’가 하나의 마법이 된다. 이드하 에투(Idha Etu), 호티(hoti), 브하바티(bhavati) 마법을 유언 마법, 또 주문을 외우지 않고 쓰는 마법이 무언 마법이다. 무언 마법 같은 경우 인간성이 좋을수록 익히기 힘들며, 힘에 대한 강한 열망 등이 있어야 잘 익힐 수 있다고 한다. 무속성 트리플은 마법실패율이 50%이다. 애초에 무속성 트리플은 태어나기조차 어렵다고 한다. 그 외에도 두 주문을 합쳐 새로운 마법을 만드는 융합마법도 있다.

- 호티 마법
  - 호티 찬드라 - 목표물의 오감을 왜곡시키는 마법이다.. 목표물에겐 왜곡된 대상을 제외한 모든 것들이 정상적으로 돌아가는 것으로 보이며, 육감을 이용하는 대상에겐 통하지 않는다.
  - 호티 비슈누 - 대상의 시간을 되감는 마법이다. 회복시키거나 수명이 다 해서 죽지 않은 대상은 되살릴 수 있다. 현재 아샤 라히로만이 사용 가능하다.
  - 호티 아슈윈스 - 사물이나 생명체를 최적의 상태로 되돌리는 마법이다. 죽지 않은 생명체는 보통 최적의 상태로 회복되지만, 사물에는 최적의 상태의 기준이 다를 수 있다. 시체도 온전하게 복구할 수는 있지만, 호티 비슈누처럼 되살리지는 못한다.
  - 호티 브라흐마 - 목표물의 형태를 구상하여 일시적으로 반투명한 보라색의 물체를 생성하는 마법이다. 색상이 고정되어 있고 정교한 물건을 만들 수 없어 이걸로 모조품을 만들어 사기칠 수도 없다.
  - 호티 바유 - 흔히 말하는 순간이동 마법이다. 정확히 말하면 목표 지점의 공기와 자신의 위치를 바꾸는 원리인데, 계산이 매우 복잡하다고 한다. 시야에 닿는 곳까지만 이동이 가능하고, 가루다족의 눈을 먹거나 사냥꾼의 눈을 착용해 시력을 높일 수도 있다.
  - 호티 수르야 - 시전자 주변 일정 반경을 투시하는 마법이다. 지속 시간이 매우 짧아 기억력이 괴물이거나 트리플 빛속성이 아닌 이상 잘 배우지 않는다고 한다.
  - 호티 아그니 - 목표 범위에 불덩어리를 소환해 떨어트리는 마법이다. 호티 인드라와 더불어 대표적인 공격마법인데, 범위와 파괴력은 호티 아그니가 우세하고, 속도와 정확도는 호티 인드라가 우세하다.
  - 호티 바루나 - 물은 조종하거나 만들어내는 마법이다. 물을 생성하는 것은 정확히 말하면, 시전자가 기억해 둔 위치에서 물을 가져오는 것이다.
  - 호티 인드라 - 하늘에서 번개를 소환하는 마법이다. 속도와 생명체를 대상으로 한 살상력이 좋지만, 계산이 무척 까다롭고 하늘이 없는 실내나 우주에서는 사용 불가능하다.
  - 호티 쿠베라 - 특정 신체부위를 강화하는 마법이다. 강화된 부위는 금빛이 돌며, 전신을 강화하면 기력이 많이 소모되어 보통 팔이나 다리 등을 강화한다고 한다.
  - 호티 마루트 - 지정된 목표물을 찢는 마법이다. 호티 아그니와 호티 인드라에 비해 범위와 파괴력은 떨어지지만, 계산이 쉽다는 장점이 있다.
  - 호티 야마 - 대상의 수명을 24시간만 남기고 모두 없애는 마법이다. 주문을 외운 뒤 12시간이 지나면 대상은 자연사하기 12시간 전의 모습이 되며, 이로부터 12시간이 지나면 바로 사망한다. 다른 호티마법과 다르게 죽음속성을 가진 인간만이 사용 가능하며, 죽음 속성의 무언마법을 먼저 익혀야 시전 가능하다고 한다.
- 브하바티 마법
  - 브하바티 찬드라 - 구체를 생성하고 그 구체를 지나는 마법 1개를 대폭 강화한다. (중복가능)
  - 브하바티 아슈윈스 - 초월기를 봉인 하는 마법이다. 상대가 해당 초월기를 시전할 때만 봉인이 가능한 듯하며, 시전자가 죽으면 봉인이 풀린다.
  - 브하바티 브라흐마 - 대상물체를 개조한다.
  - 브하바티 바유 - 공기의 흐름을 바꿀 수 있다.
  - 브하바티 수르야 - 시야 범위 내 지정대상을 기절시키는 광선을 발사한다. (충격을 줘서 깨울 수 있다.)
  - 브하바티 아그니 - 대상을 승화시킨다.
  - 브하바티 바루나 - 대상을 얼린다.
  - 브하바티 인드라 - 호티 인드라와 유사하나, 피가 있는 모든 생명체에 장애물을 무시하고 전이된다.
  - 브하바티 쿠베라 - 흔히 말하는 비행마법이다. 중력 역행 마법이다.
  - 브하바티 마루트 - 호티 마루트와 유사하나, 호티 마루트와 달리 목표물이 아닌 공간 자체를 갈라버린다.
  - 브하바티 야마 - 대상에 빙의 한다.
- 융합마법
  - 호티 바유 호티 찬드라 - 순간이동 후 은신한다.
  - 호티 아슈윈스 호티 쿠베라 - 몸에 초록빛이 돈다. (신체 강화 + 상처 자동 치유)
  - 호티 수르야 호티 바유 - 장애물에 막혀 보이지 않는 공간에도 순간이동이 가능하다.
  - 호티 인드라 브하바티 브라흐마 - 대상을 인드라 계열 아이템으로 개조한다.
  - 호티 브라흐마 브하바티 브라흐마 - 물체를 창조 후 즉시 개조하여 훨씬 더 정밀하고 진짜 같은 물체나 특별한 기능을 지닌 물체를 만들 수 있다. 간단한 총이나 창 같은걸 만들 수 있다.
  - 호티 수르야 브하바티 수르야 - 보이지 않는 곳의 적을 마비시킬수 있다.
  - 호티 수르야 호티 인드라 - 보이지 않는 곳에 낙뢰를 떨어트린다.

### 초월기
- 인간에게 신의 힘을 빌려 쓰는 마법이 있다면, 신과 수라에게는 초월기가 존재한다. 인간의 마법은 이 초월기의 형태를 빌려 쓰는 것으로, 신성마법은 신의 초월기를 쓰는 것이고 마성미법은 수라의 초월기를 쓰는 것이다. 초월기는 힘 자체에 자기 기력을 써야 하여 마법보다 기력소모가 높다. 신과 수라보다 매우 낮은 기력을 가진 인간은 초월기를 쓰기가 힘들다. 하지만 하프는 혼혈이라서 기본적인 초월기를 사용할 수 있다. 마법과 달리 횟수제한이 없으며, 자신의 기력이 허용하는 한 무한대로 사용 가능하다.

- 일반초월기는 널리 퍼져있다. 해당 초월기와 같은 속성을 보유하고 있고 일정 초월수치를 넘어가면 누구나 사용 가능하다. 반대로 아무나 따라할 수 없는 독자적인 초월기를 고유초월기라고 부른다. 이것은 처음부터 타고나는 초월기로, 노력으로 얻을 수 있는 것이 아니다. 마루나가 라크샤사인데 드불게 고유초월기를 가지고 있다.